# 西爾達維亞
西爾達維亞（法語：Syldavia）是埃爾熱所著《丁丁歷險記》中的一個虛構國家。它座落於巴爾幹地區，和相鄰的博爾多利亞處於敵對狀態。它在《奧托卡王的權杖》《奔向月球》《月球探險》 和《卡爾庫魯斯案件》均有描述，而且在《丁丁與字母藝術》被提到。
哈里·湯普森在《Tintin: Hergé and Its Creation》中認為西爾達維亞是“兩次大戰期間中歐地區的完美寫照——寬容的君主、寧靜的鄉村生活、強健的農民抽著煙斗”。